# لوشابر، کبک
لوشابر (به فرانسوی: Lochaber) بخشی در منطقه شهری پاپینو ناحیه اوتاوه در استان کبک کانادا است. در سرشماری سال ۲۰۱۱ این بخش ۴۸۳ نفر جمعیت داشته‌است و مساحت آن ۶۲٫۱۷ کیلومتر مربع است.